# NGC 6284
NGC 6284 (другие обозначения — GCL 53, ESO 518-SC9) — шаровое скопление в созвездии Змееносец.
Этот объект входит в число перечисленных в оригинальной редакции «Нового общего каталога».